# Sarab Dowreh
Sarāb Dowreh (farsi سراب‌دوره) è il capoluogo dello shahrestān di Dowreh, circoscrizione Centrale, nella provincia del Lorestan. Aveva, nel 2006, una popolazione di 1.312 abitanti.